# Balassi Intézet
A Balassi Intézet a magyar művelődés nemzetközi kapcsolatrendszerének nemzeti intézménye volt, szakmai irányító központként működött, 2021-óta Liszt Intézet néven működik tovább. Feladata, hogy terjessze, népszerűsítse a magyar kultúrát a nagyvilágban. A külföldi magyar intézetek a kulturális diplomácia alakításában és céljainak megvalósításában játszanak kiemelt szerepet. A külföldi magyar intézetek a Balassi Intézet néven 2002. január 22-től 2016. augusztus 31-ig működtek, ezt követően betagozódtak a Külgazdasági és Külügyminisztériumba, 2021-óta Liszt Intézet néven működnek tovább. Az intézetek 2022-től újra önállóan, a Kulturális és Innovációs Minisztérium irányítása alatt működnek.
A korábbi Balassi Intézet Magyarországon megvalósított oktatási programjait a Külgazdasági és Külügyminisztérium irányítása alatt, a KKM Magyar Diplomáciai Akadémia Kft. végzi, így ez a terület nem került át a Kulturális és Innovációs Minisztérium irányítása alá. Az KKM Magyar Diplomáciai Akadémia Kft. központi szerepet tölt be a magyar nyelv tanulása, tanítása, a képzés módszertani központjának kialakítása vonatkozásában. Az oktatási tevékenység igen széles körű: a hagyományos értelemben vett nyelviskolai tevékenységtől a hungarológus részképzésen át az egyetemi előkészítő kurzusokig szervez oktatást a külföldiek számára. A magyar származásúak körében külön foglalkozik a Kárpát-medencei magyarság, különösen a csángók, a Vajdaságból és Kárpátaljáról érkező hallgatók, illetve a nyugati szórványban élők nyelvi felkészítésével.

## Története
1895

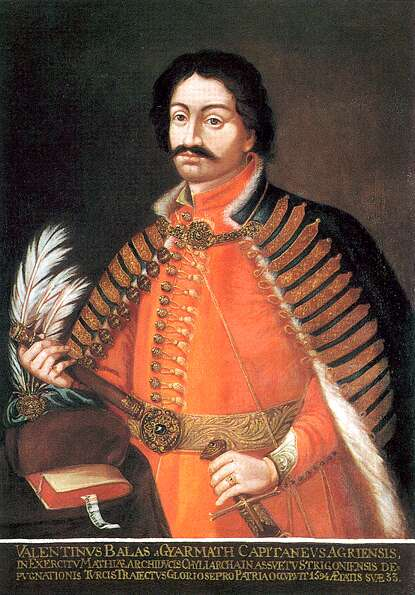
Balassi Bálint, az Intézet névadója

Római Magyar Történeti Intézet alapítása (1913-ig működött)
1917

Konstantinápolyi Magyar Tudományos Intézet alapítása (1918-ig működött)
1920

Bécsi Magyar Történeti Intézet alapítása
1923

Római Magyar Történeti Intézet újraalapítása
1924

Collegium Hungaricum Bécs és Collegium Hungaricum Berlin alapítása
1927

1927. évi XIII. törvénycikk A külföldi magyar intézetekről és a magas műveltség célját szolgáló ösztöndíjakról

Collegium Hungaricum (Róma) (más néven Római Magyar Akadémia) alapítása. Székhelye a kezdetektől fogva a Falconieri Palota.

Magyar-Francia Egyetemi tájékoztató Iroda alapítása (1933-tól Franciaországi Magyar Tanulmányi Központ)
1948

Intézetek alapítása: Szófia és Varsó
1949

Kultúrkapcsolatok Intézetek megalapítása (1962-től Kulturális Kapcsolatok Intézete)
1953

Intézet alapítása: Prága
1973

Intézet alapítása: Kelet-Berlin (Magyar Kultúra Háza)
1974

Intézet alapítása: Kairó
1978

Intézet alapítása: Delhi
1980

Intézet alapítása: Helsinki
1990

Intézetek alapítása: Stuttgart és Moszkva
1991

Intézet alapítása: Pozsony
1992

Intézet alapítása: Bukarest
1992

Intézet alapítása: Tallinn
1999

Intézet alapítása: London
2001

Intézet alapítása: New York
2004

Intézet alapítása: Brüsszel
2006

Intézet alapítása: Sepsiszentgyörgy
2013

Intézetek alapítása: Peking és Isztambul
2014

Intézet alapítása: Zágráb
2016

Intézet alapítása: Ljubljana

## Kulturális diplomácia

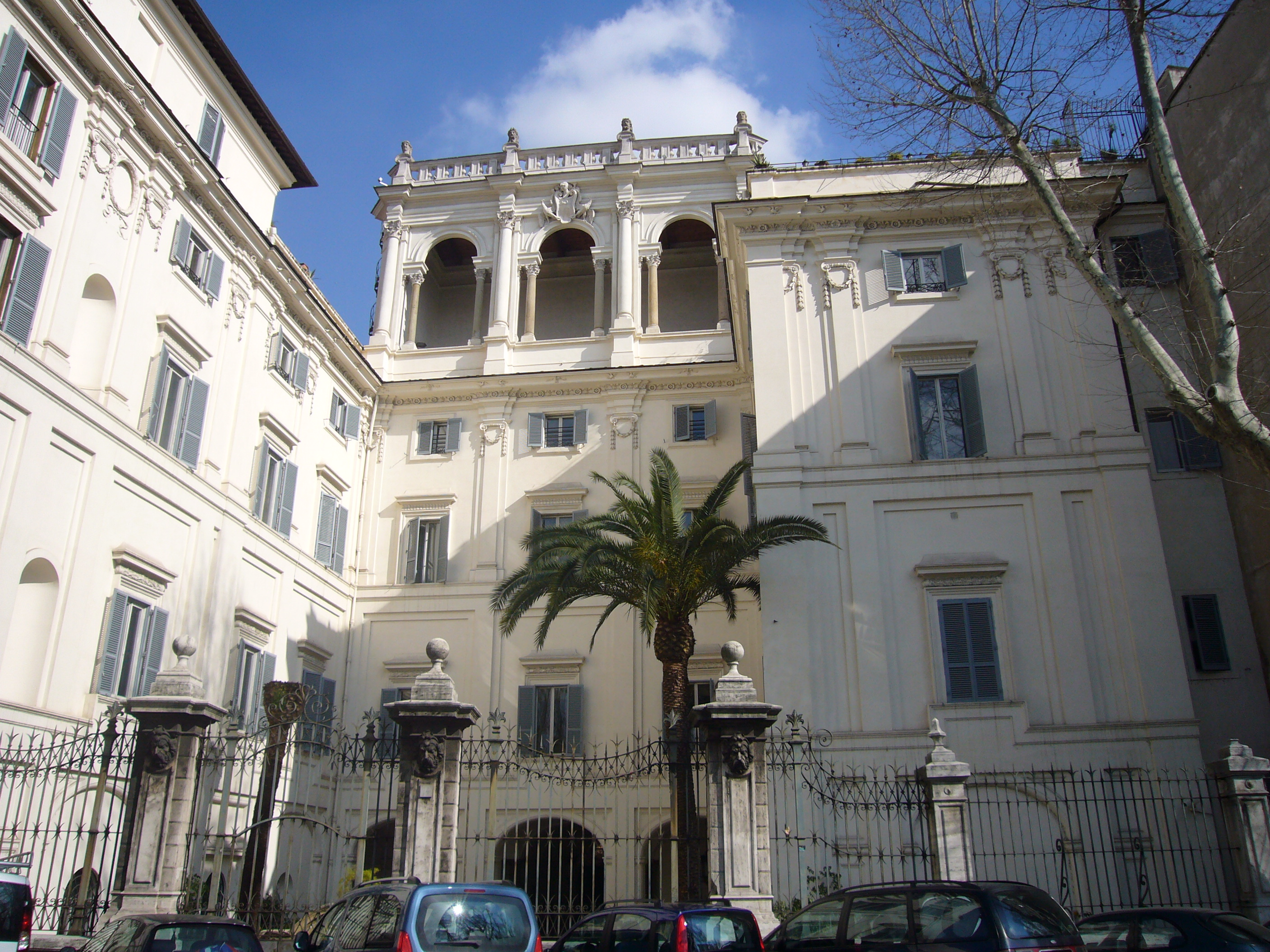
Római Magyar Akadémia (Collegium Hungaricum Róma) - Falconieri Palota, Róma

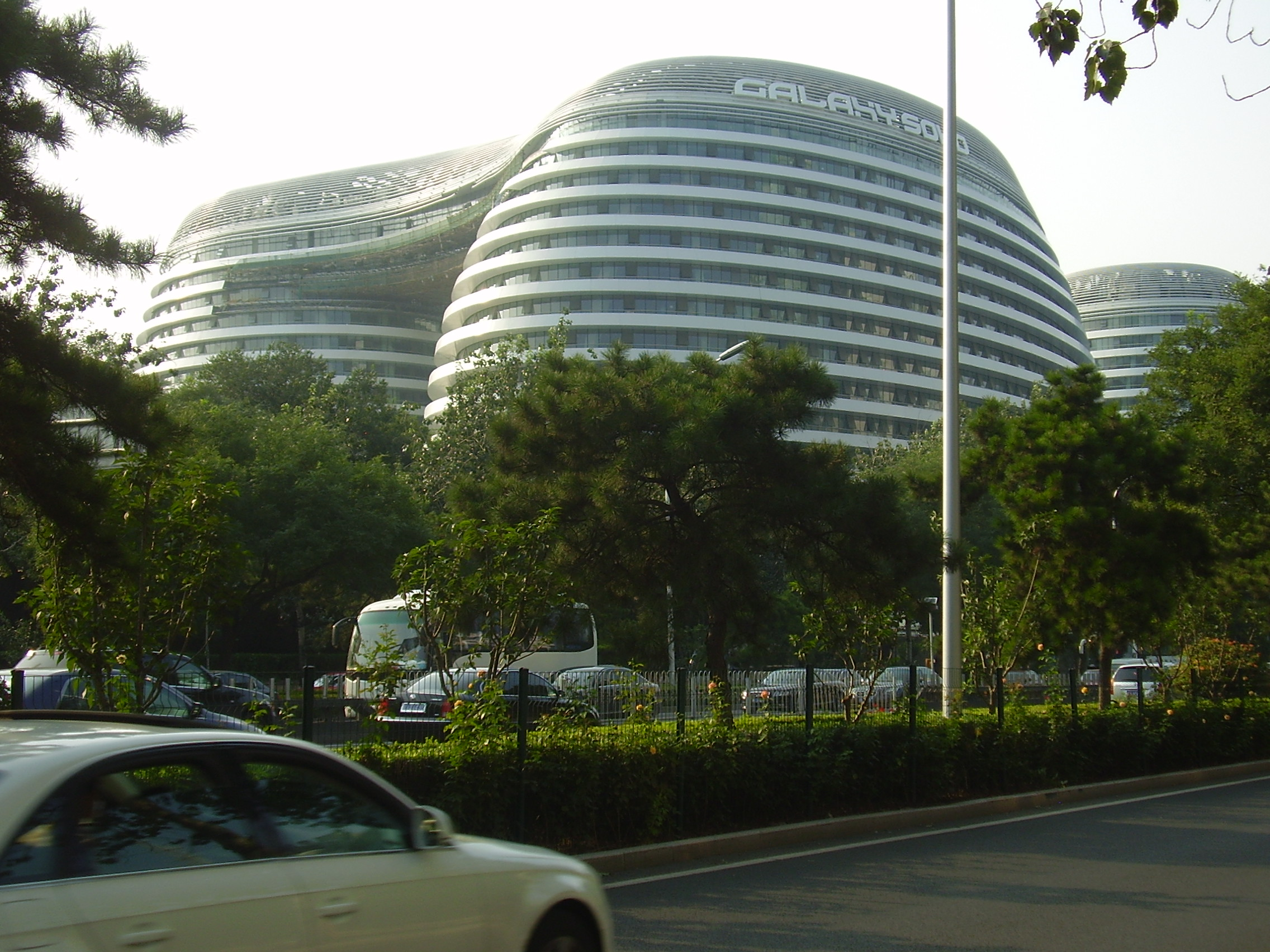
Galaxy Soho Pekingben, a Pekingi Magyar Intézet székhelye

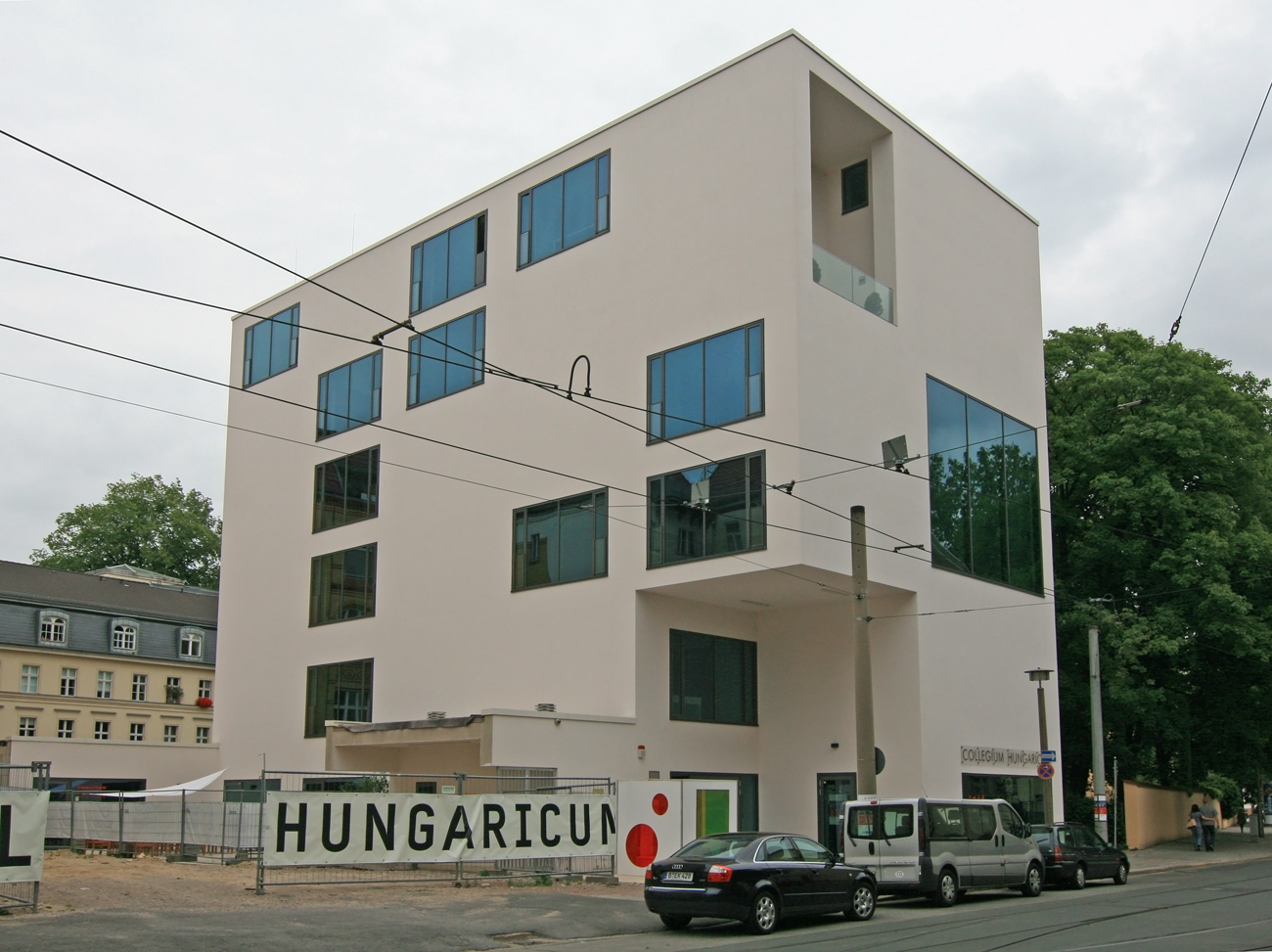
A Collegium Hungaricum Berlin (.CHB) Berlinben

### Magyar Intézetek
A Magyar Intézetek kiemelt szerepet játszottak Magyarország kulturális diplomáciájának alakításában és céljainak megvalósításában. Irányító szervként koordinálta és fogta össze a külföldi magyar intézetek tevékenységét. New Yorktól Újdelhiig, Kairótól Helsinkiig, Londontól Varsóig, Brüsszeltől Szófiáig, Stuttgart, Pozsony, Prága, Tallinn, Bukarest, Sepsiszentgyörgy, világszerte 21 országban 23 magyar intézet, valamint 6 országban szakdiplomaták képviselték több mint nyolcvan évig a magyar kulturális és oktatáspolitikát. Bécsben, Berlinben, Párizsban, Rómában és Moszkvában ezek az intézetek egyben Collegium Hungaricumok, a nemzetközi magyar tudományosság külföldi jelenlétének fontos bástyái. Egész évben fogadták és munkájukban segítették a tudományos ösztöndíjasokat, kutatókat. A külföldi magyar intézetek célja a nemzeti kulturális örökség megőrzése és széles körű megismertetése; hazánk és a partnerországok közötti kulturális diplomáciai kapcsolatok ápolása, fejlesztése; kulturális és tudományos nemzetközi együttműködések elősegítése; magyar nyelvoktatás; információszolgáltatás és programok révén a magyar kultúra és társadalom sokszínűségének bemutatása volt.
Az intézetnek jelenleg 24 tagintézete működik a világ 22 országában:
- Collegium Hungaricum Bécs (Ausztria) HU Archiválva 2013. október 7-i dátummal a Wayback Machine-ben DE Archiválva 2013. augusztus 10-i dátummal a Wayback Machine-ben
- Belgrádi Magyar Intézet, Belgrád (Szerbia)
- Collegium Hungaricum Berlin (.CHB), Berlin (Németország) HU Archiválva 2013. október 7-i dátummal a Wayback Machine-ben DE Archiválva 2012. február 10-i dátummal a Wayback Machine-ben
- Brüsszeli Magyar Nagykövetség Kulturális Szolgálata, Brüsszel (Belgium) HU Archiválva 2012. február 10-i dátummal a Wayback Machine-ben EN Archiválva 2012. április 7-i dátummal a Wayback Machine-ben
- Bukaresti Magyar Kulturális Központ, Bukarest (Románia) HU Archiválva 2013. november 9-i dátummal a Wayback Machine-ben RO Archiválva 2013. november 8-i dátummal a Wayback Machine-ben
- Delhi Magyar Tájékoztatási és Kulturális Központ, Delhi (India) HU Archiválva 2013. október 7-i dátummal a Wayback Machine-ben EN Archiválva 2012. augusztus 30-i dátummal a Wayback Machine-ben
- Magyar Kulturális és Tudományos Központ, Helsinki (Finnország) HU Archiválva 2013. október 26-i dátummal a Wayback Machine-ben FI Archiválva 2013. február 13-i dátummal a Wayback Machine-ben
- Isztambuli Magyar Kulturális Központ
- Magyar Kulturális Tanácsosi Hivatal, Kairó (Egyiptom) HU Archiválva 2013. október 7-i dátummal a Wayback Machine-ben EN Archiválva 2012. április 8-i dátummal a Wayback Machine-ben
- Londoni Magyar Kulturális Központ, London (Egyesült Királyság) HU Archiválva 2013. március 1-i dátummal a Wayback Machine-ben EN Archiválva 2013. augusztus 15-i dátummal a Wayback Machine-ben
- Magyar Kulturális, Tudományos és Tájékoztatási Központ, Moszkva (Oroszország) HU Archiválva 2013. október 7-i dátummal a Wayback Machine-ben RU Archiválva 2013. augusztus 16-i dátummal a Wayback Machine-ben
- Hungarian Cultural Center, New York (Amerikai Egyesült Államok) EN Archiválva 2013. május 11-i dátummal a Wayback Machine-ben
- Pekingi Magyar Kulturális Intézet, Peking (Kína)
- Párizsi Magyar Intézet, Párizs (Franciaország) HU Archiválva 2013. szeptember 23-i dátummal a Wayback Machine-ben FR Archiválva 2013. augusztus 14-i dátummal a Wayback Machine-ben
- Pozsonyi Magyar Intézet, Pozsony (Szlovákia) HU Archiválva 2013. február 10-i dátummal a Wayback Machine-ben SK Archiválva 2013. augusztus 3-i dátummal a Wayback Machine-ben
- Magyar Intézet, Prága (Csehország) HU Archiválva 2013. október 7-i dátummal a Wayback Machine-ben CZ Archiválva 2013. február 10-i dátummal a Wayback Machine-ben
- Római Magyar Akadémia, Róma (Olaszország) HU Archiválva 2013. október 7-i dátummal a Wayback Machine-ben IT Archiválva 2013. február 10-i dátummal a Wayback Machine-ben
- Bukaresti Magyar Kulturális Központ, Sepsiszentgyörgyi Fiókintézet, Sepsiszentgyörgy (Románia) HU Archiválva 2013. szeptember 16-i dátummal a Wayback Machine-ben
- Magyar Kulturális és Tájékoztatási Központ, Stuttgart (Németország) HU Archiválva 2014. február 13-i dátummal a Wayback Machine-ben DE Archiválva 2014. február 22-i dátummal a Wayback Machine-ben
- Szófiai Magyar Kulturális Intézet, Szófia (Bulgária) HU Archiválva 2013. október 7-i dátummal a Wayback Machine-ben BG Archiválva 2013. augusztus 21-i dátummal a Wayback Machine-ben
- Tallini Magyar Intézet, Tallinn (Észtország) HU Archiválva 2013. október 7-i dátummal a Wayback Machine-ben ET Archiválva 2013. február 10-i dátummal a Wayback Machine-ben EN Archiválva 2012. április 8-i dátummal a Wayback Machine-ben
- Varsói Magyar Kulturális Intézet, Varsó (Lengyelország) HU Archiválva 2013. augusztus 12-i dátummal a Wayback Machine-ben PL Archiválva 2013. július 29-i dátummal a Wayback Machine-ben
- Zágrábi Magyar Kulturális Intézet, Zágráb (Horvátország)
- Magyarország Nagykövetsége Kulturális Központja, Ljubljana (Szlovénia)

HU
SL

### Szakdiplomata hálózat
Az oktatási-kulturális szakdiplomaták a magyar kultúrát és oktatást népszerűsítik olyan országokban, ahol a magyar kultúrának nincs intézményes képviselete.
Az oktatási-kulturális szakdiplomata:
- partneri együttműködéseket épít Magyarország és a fogadó ország kulturális szereplői közötti, segíti közös projektjeiket;
- segíti a magyar kulturális értékek közvetítését a fogadó országban, valamint a fogadó ország kulturális értékeinek megjelenését Magyarországon;
- növeli a Magyarországon tanulni vágyó külföldi hallgatók és a közös felsőoktatási kutatási projektek számát;
- kapcsolatokat épít Magyarország és a fogadó ország oktatási és kutató intézményei között, fokozza a vendégoktatók és hallgatók cseréjét.

Az oktatási-kulturális szakdiplomaták a külügyekért felelős minisztérium szervezetébe integrálva, diplomáciai státuszban, a nagykövetségeken, konzulátusokon működnek. Szakmai irányításukat valamint a szakmai tevékenységükhöz szükséges források fedezetét a Balassi Intézet útján a Közigazgatási és Igazságügyi Minisztérium biztosítja együttműködve az oktatási és kulturális ügyekért felelős minisztériummal, általános diplomáciai irányításukat a külügyekért felelős minisztérium látja el.
Jelenleg a következő külképviseleteken működik oktatási-kulturális szakdiplomata:
- Abu-Dzabi, Egyesült Arab Emírségek
- Belgrád, Szerbia
- Madrid, Spanyolország
- Sanghaj, Kína
- Tel Aviv, Izrael
- Zágráb, Horvátország

### Társult intézetek
A társult intézetek olyan külföldön már működő, a magyar kultúrához kapcsolódó, azt népszerűsítő intézmények, melyeket a Balassi Intézet társult intézeti megállapodások aláírásával, partneri együttműködés felajánlásával bevon a tágan értelmezett magyar kulturális diplomáciába.
A hálózat létrehozásának célja, hogy közös stratégiai céljaik elérése érdekében fokozza az egymás mellett létező intézmények és a Balassi Intézet közötti együttműködést. A Balassi Intézet tehát támogatja a hálózat intézeteinek egyes programjait, kulturális, tudományos és oktatási projektjeit, valamint segíti őket magyarországi köz- és magánintézményekkel való kapcsolataik építésében.
- Horvátországi Magyar Oktatási és Művelődési Központ, Eszék (Horvátország) Honlap
- Magyar Nemzetiségi Művelődési Intézet, Lendva (Szlovénia) Honlap
- Cnesa Oktatási és Művelődési Intézmény, Magyarkanizsa (Szerbia) Honlap
- Kőrösi Csoma Sándor Művelődési Kör, Göteborg (Svédország) Honlap Archiválva 2013. október 14-i dátummal a Wayback Machine-ben
- Vietnámi Ifjúsági Kiadó, Hanoi (Vietnám) Honlap

## Oktatás

### Hungarológia - Magyarságtudomány
A hungarológia a magyar kulturális örökséggel és a mai Magyarországgal kapcsolatos tudományterületek összefoglaló megnevezése. A Balassi Intézet Oktatási Igazgatósága alá tartozó Hungarológia Tagozat a magyarságtudomány legfontosabb területeit interdiszciplinárisan képviseli. A tagozat fő feladata a külföldről érkező ösztöndíjas hallgatók képzése. Ezt a feladatot a Magyar Nyelvi Tagozattal együttműködve valósítja meg. A Hungarológia Tagozat által koordinált képzési programok:
- Magyar nyelvi és hungarológiai képzés honlap
- Magyar nyelvi és magyarságismereti képzés honlap
- Műfordítói képzés honlap

A Hungarológia Tagozat az oktatás mellett oktatási segédanyagokat és hungarológiai témájú kiadványokat publikál, tudományos, ismeretterjesztő és kulturális programokat szervez, valamint részt vesz a Balassi Intézet hungarológiai vonatkozású projektjeinek megvalósításában, az intézményközi együttműködésekben.

### Műfordítóképzés
A Balassi Intézet egyik legnépszerűbb oktatási formája a 2007 óta zajló műfordító képzés. Erre a képzésre olyan diákok jelentkeznek, akik nem magyar anyanyelvűek, már megszerezték vagy éppen folyamatban van diplomájuk megszerzése, és a jövőben magyar szépirodalom fordításával, a magyar kultúra külföldi megismertetésével kívánnak foglalkozni.
A tíz hónapig tartó képzés alatt műfordítás elméletet és gyakorlatot tanulnak, miközben elmélyítik a magyar nyelvi és irodalmi tudásukat, valamint átfogó ismereteket szereznek a mai magyar irodalmi életről.
Műfordításaikat anyanyelvi lektor (konzulens) segíti és ellenőrzi. A képzés részeként a hallgatók négy alkalommal találkoznak egy-egy kortárs magyar íróval és két fordítóval, ezenkívül rendszeresen részt vesznek felolvasóesteken és műhelybeszélgetéseken.

## Ösztöndíjak

### Magyar Ösztöndíj Bizottság
A Magyar Ösztöndíj Bizottság (MÖB) Irodájának feladata a MÖB hatáskörébe tartozó miniszteri ösztöndíjak pályáztatásának lebonyolítása. Ennek keretén belül elkülönítendők a magyar állam által egyoldalúan finanszírozott ösztöndíjak - Magyar Állami Eötvös Ösztöndíj, a bécsi Collegium Hungaricum ösztöndíja -, illetve nemzetközi megállapodások keretében létrejött, döntő többségében ösztöndíjas cserék formájában megvalósuló tevékenységek. A MÖB iroda részt vesz továbbá a partnerországok egyoldalú ösztöndíj-felajánlásainak közzétételében is. A legtöbb ösztöndíj bármely tudományterületre és művészi ágra vonatkozik.
A Magyar Ösztöndíj Bizottság honlapja

### Campus Hungary
A Campus Hungary felsőoktatási mobilitási program egyik kiemelt célja a magyarországi hallgatók nemzetközi tapasztalatszerzését elősegítő pályázati rendszer működtetése, melynek köszönhetően egyre több magyarországi felsőoktatási hallgató tanulhat ösztöndíjjal külföldön, fejlesztheti nyelvtudását és hazaérkezését követően kamatoztathatja a külföldön szerzett ismereteket.
A Campus Hungary kiemelt célja továbbá, hogy növelje a magyar felsőoktatás nemzetközi versenyképességét és a Magyarországon tanulmányokat folytató külföldi hallgatók számát, valamint elmélyítse, illetve kiterjessze a magyar és a külföldi felsőoktatási intézmények közötti kapcsolatot.
Az országos szinten koordinált Campus Hungary Program a Balassi Intézet és a Tempus Közalapítvány konzorciumában, az Európai Unió támogatásával, az Új Széchenyi Terv Társadalmi Megújulás Operatív Program (TÁMOP) keretében valósul meg.
A Campus Hungary Program honlapja

## Publishing Hungary
A Publishing Hungary Program a Balassi Intézet és a Petőfi Irodalmi Múzeum Magyar Könyv- és Fordítástámogatási Irodájának együttműködésében valósul meg.
A Nemzeti Kulturális Alap 2012–2014 között a Publishing Hungary program révén évi 100 millió forint támogatást nyújt arra, hogy Magyarország – a Balassi Intézet és a külföldi magyar intézetek szervezésében – évi 10-12 nemzetközi könyvvásáron vegyen részt. A program elsődleges célja a magyar könyvkultúra, a magyar szépirodalmi és tényirodalmi művek – friss megjelenések és korábban megjelent, maradandó értéket képviselő, klasszikus munkák egyaránt – népszerűsítése, megismertetése a nemzetközi szakmai és olvasóközönséggel.
A Balassi Intézet kiemelkedő törekvése a vásárokon, hogy a magyar irodalmat magas színvonalú szakmai programok – könyvbemutatók, felolvasások, kerekasztal-beszélgetések és -viták – keretében mutassa be, a befogadóország olvasóközönségét személyesen, nemzeti nyelvén megszólítva.
A Publishing Hungary Program honlapja

## Kiadványok

### Könyvek
- szerk.: Szabó Eszter: Inspired by Hungarian Poetry - British Poets in Conversation with Attila József (angol nyelven). London, UK: Balassi Institute Hungarian Cultural Centre London, 110. o. (2013. július 14.)
- szerk.: Hatos Pál, Novák Attila: Between Minority and Majority: Hungarian and Jewish/Israeli ethnical and cultural experiences in recent centuries (angol nyelven). Budapest: Balassi Institute, 262. o. (2013. július 14.). ISBN 978-963-89583-8-9
- szerk.: Gremsperger László, Nádor Orsolya: A magyar mint idegen nyelv és a hungarológia oktatása az Európai Uniós csatlakozás jegyében - Konferencia a Balassi Bálint Intézetben, 2003. március 13-14.. Budapest: Balassi Bálint Intézet, 155. o. (2003. július 14.). ISBN 963-210-519-2
- Gordos Katalin, Varga Virág. Miénk a vár!, Balassi füzetek. Budapest: Balassi Intézet (2011. július 14.). ISBN 978-963-88739-7-2
- Gordos Katalin, Varga Virág. Ünnepeljünk együtt!, Balassi füzetek. Budapest: Balassi Intézet (2012. július 14.). ISBN 978-963-88739-9-6
- Gordos Katalin. Kalandra fel!, Balassi füzetek. Budapest: Balassi Intézet (2013. július 14.). ISBN 978-615-5389-10-8

### Folyóiratok
- „Nemzeti évfordulóink”, Budapest, Kiadó: Balassi Intézet. ISSN 1785-6167
- „THL2 - A magyar nyelv és kultúra tanításának szakfolyóirata”, Budapest, Kiadó: Balassi Intézet. ISSN 1787–1417
- „Lymbus - Magyarságtudományi forrásközlemények”, Budapest, Kiadó: Balassi Intézet, Magyar Országos Levéltár, Nemzetközi Magyarságtudományi Társaság, Országos Széchényi Könyvtár. ISSN 0865-0632

## Közösségi média
- Balassi Intézet a Facebookon
- Balassi Intézet a Twitteren
- Balassi Intézet a Google+-on
- Balassi Intézet a YouTube-on
- Balassi Intézet a Scribden
- Balassi Intézet a Foursquare-en